# مامادو غاساما
مامادو جاساما (بالإسبانية: Mamadou Gassama)‏ هو لاعب كرة يد إسباني في مركز جناح ‏، ولد في 28 أكتوبر 1993 في جرانوليريس في إسبانيا. لعب مع نادي جرانوليريس لكرة اليد.

## وصلات خارجية
- مامادو جاساما على موقع الاتحاد الأوروبي لكرة اليد (الإنجليزية)